# Яциковська Оксана Богданівна
Оксана Богданівна Яциковська (нар. 17 травня 1962, с. Курники, нині Тернопільського району Тернопільської області, Україна) — українська журналістка, громадська діячка. Депутат Тернопільської міської ради (2002-2006, від 2015). Член НСЖУ (1988), Заслужений журналіст України.

## Життєпис

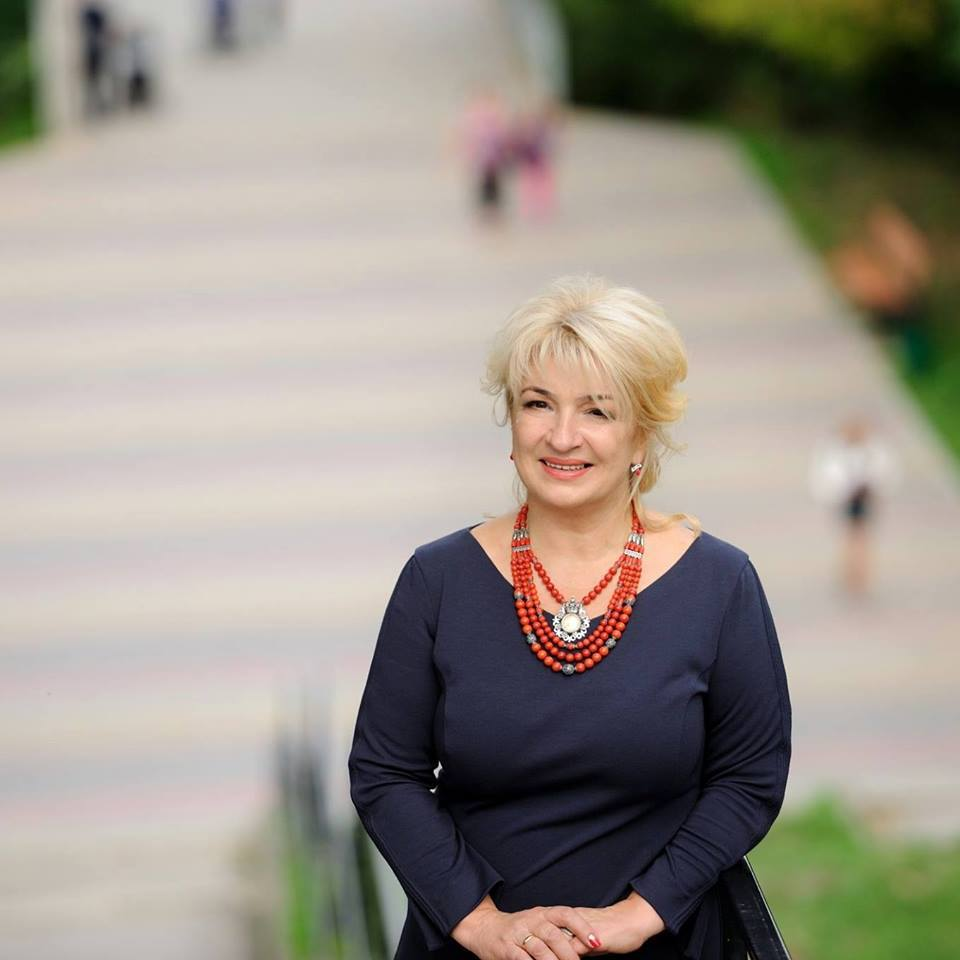

Закінчила факультет журналістики Львівського університету (1985, нині національний університет).
У 1985—1990 — кореспондент-організатор Збаразького районного радіо, 1990—1995 — редактор програм Тернопільської обласної державної телерадіокомпанії.
У 1995 створила приватне підприємство «Радіо Бонус», згодом — директор «Радіо Тернопіль» 106,1 FM. Від травня 2003 до червня 2013 — шеф-редактор газети «Місто», а нині — інтернет-порталу «Місто» [Архівовано 29 травня 2016 у Wayback Machine.].

## Громадсько-політична діяльність
Член правління Незалежної асоціації телерадіомовників України; Комітету виборців України (м. Київ); член українсько-шведської програми «Ольга»; член правління українсько-шведського товариства; президент «Тернопільського медіаклубу».
Депутат Тернопільської міської ради 2-го (2002-2006) та 6-го скликань (від 2015, Радикальна партія Олега Ляшка, член постійної комісії міської ради з питань бюджету та фінансів).

## Доробок
Співзасниця всеукраїнського фестивалю «Кришталевий жайвір» (м. Тернопіль).
Автор численних радіопрограм і публікацій.

## Відзнаки
- Заслужений журналіст України[2],
- лауреат Всеукраїнської програми «Лідери регіонів» (2002)[3],
- почесний знак НСЖУ (2006).